# Ewa Schädler
Ewa Katarzyna Schädler z domu Niemczal (ur. 13 września 1968 w Poznaniu) – polska teolożka, przedsiębiorca i działaczka polityczna, doktor nauk teologicznych, posłanka na Sejm X kadencji.

## Życiorys
Ukończyła szkołę średnią w Środzie Wielkopolskiej, a następnie studia z teologii fundamentalnej na Katolickim Uniwersytecie Lubelskim. Kształciła się też na Internationale Akademie für Philosophie w Liechtensteinie w zakresie fenomenologii, a także w szkole hotelarskiej. W 2014 na tej macierzystej uczelni w Lublinie uzyskała stopień doktora nauk teologicznych na podstawie pracy zatytułowanej Chrystologia fundamentalna w świetle pism Josepha Ratzingera – Benedykta XVI. Pracowała jako menedżer hotelu w Liechtensteinie, prowadziła restaurację w Środzie Wielkopolskiej, pracowała też w branży nieruchomości. Zajęła się również prowadzeniem gospodarstwa agroturystycznego w powiecie średzkim.
W 2020 zaangażowała się w kampanię wyborczą Szymona Hołowni. Dołączyła do założonej przez niego partii Polska 2050, objęła funkcję jej przewodniczącej w województwie wielkopolskiego oraz w Poznaniu.  W wyborach parlamentarnych w 2023 kandydowała do Sejmu z pierwszego miejsca listy Trzeciej Drogi w okręgu poznańskim. Uzyskała mandat posłanki X kadencji, otrzymując 33 815 głosów.

## Życie prywatne
Córka Edmunda i Teresy. Jej mężem został Hans-Walter Schädler, dwukrotny reprezentant Liechtensteinu w narciarstwie alpejskim na igrzyskach olimpijskich.